# Preexistência de Cristo

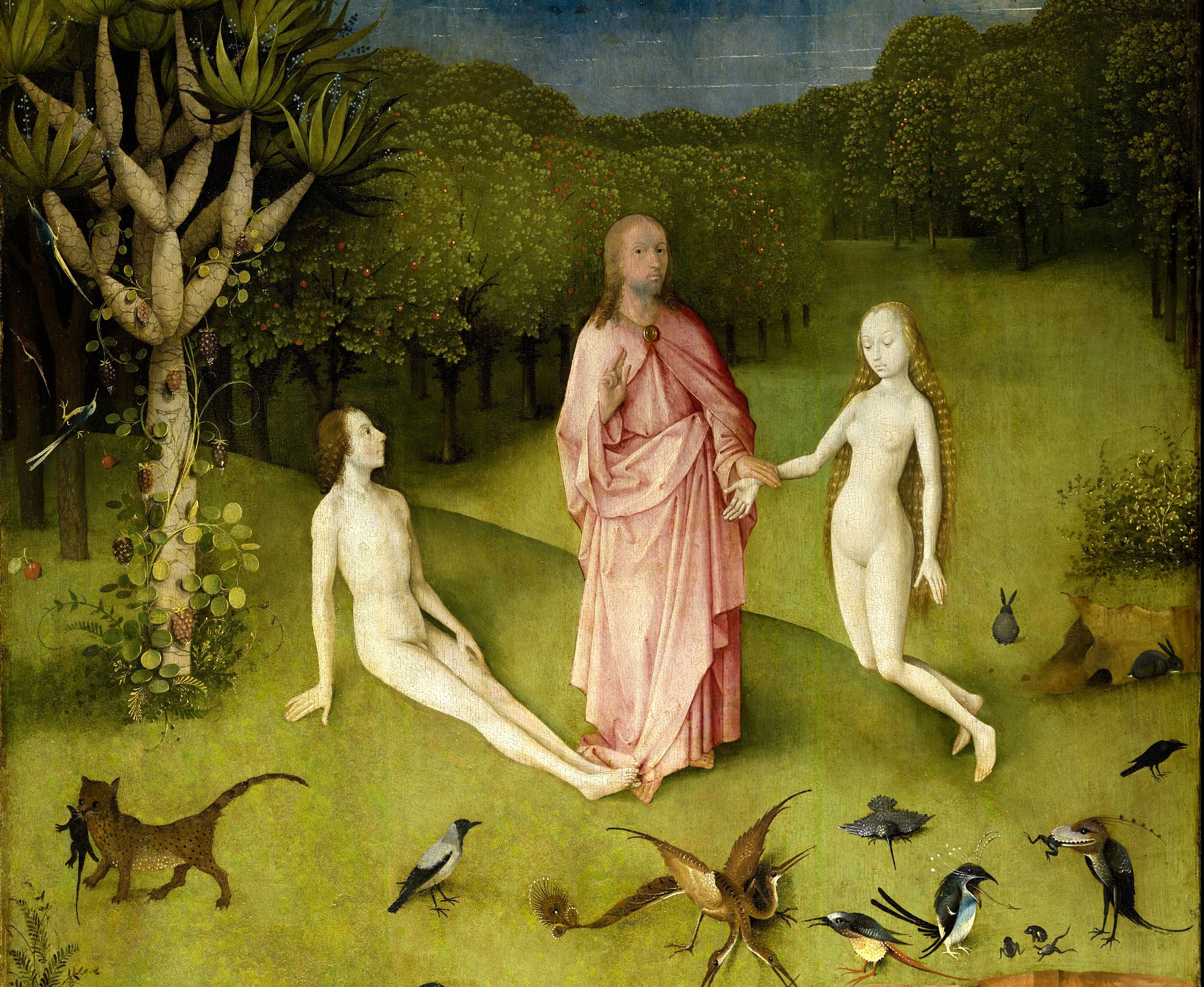
Jesus no Jardim do Éden, um evento anterior à encarnação;
O Jardim das Delícias Terrenas de Hieronymus Bosch, no Museu do Prado, em Madri.

A preexistência de Cristo se refere à doutrina da existência pessoal ou ontológica de Cristo antes de sua concepção. Uma das passagens relevantes da Bíblia sobre o assunto é João 1:1–18, onde, na visão trinitária, Cristo é identificado como a hipóstase divina preexistente chamada Logos ou Verbo. Porém, outros pontos de vista não trinitários questionam a preexistência pessoal ou a sua divindade ou ambos.
Esta doutrina é reiterada em João 17:5, em que Jesus se refere à glória que ele tinha com o Pai "antes que houvesse mundo" durante o seu discurso final. João 17:24 também se refere ao Pai amando Jesus "antes da fundação do mundo".

## Crença trinitária

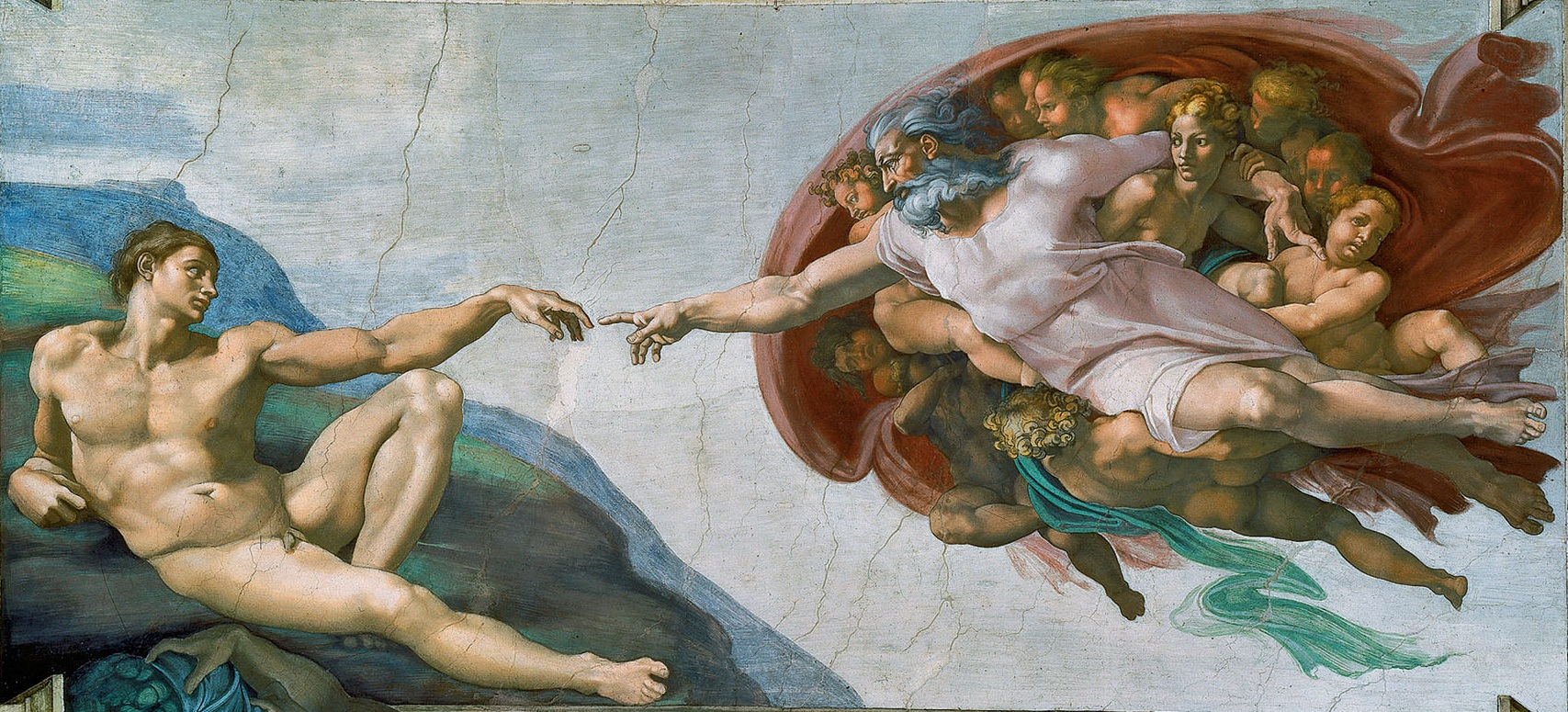
A criação do homem, no teto da capela sistina. (Gn 1:26)

O conceito da preexistência de Cristo é um ponto central da doutrina da cristologia. A crença trinitária explora a natureza da preexistência de Cristo como a hipóstase divina chamada Logos ou Verbo, descrita em João 1:1–18, que começa assim:
| “ | No princípio era o Verbo, e o Verbo estava com Deus, e o Verbo era Deus. Ele estava no princípio com Deus. Tudo foi feito por ele; e nada do que tem sido feito, foi feito sem ele. | ” |
|   | — João 1:1–18. |   |

Este Ente é também chamado de Deus Filho ou Segunda Pessoa da Trindade. O teólogo Bernard Ramm nota que "Tem sido o ensinamento padrão na cristologia histórica que o Logos, o Filho, existiam antes da encarnação. Esta existência do Filho antes da encarnação tem sido chamada de preexistência de Cristo.".
Outros aspectos desta cristologia exploram a encarnação deste Ente divino como o homem Jesus. Nas palavras do credo niceno, Cristo "desceu dos céus e se encarnou". Alguns cristãos acreditam que Deus Filho "esvaziou-se" (veja Filipenses 2:7) de seus atributos divinos para se tornar um homem, num processo chamado kenosis, tese rejeitada por outros.
Douglas McCready, em sua análise e defesa da preexistência de Cristo, nota que ainda que ela "seja tomada como fato pela maior parte dos cristãos ortodoxos, e assim foi desde os tempos do Novo Testamento", durante o século passado esta doutrina tem sido cada vez mais contestada por teólogos e acadêmicos menos ortodoxos.

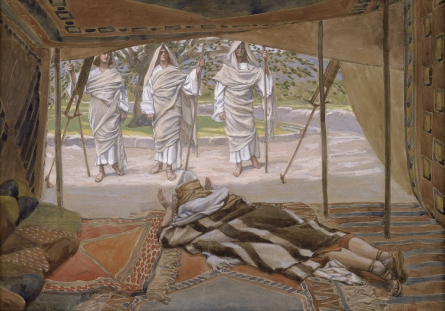
Abraão e os Três Anjos (aquarela de 1896 a 1902 de James Tissot)

James D.G. Dunn, em seu livro Christology in the Making, examina o desenvolvimento desta doutrina durante o cristianismo primitivo, notando que era "indisputável" que em João 1:1–18 "o Verbo era preexistente e Cristo é o Verbo preexistente encarnado", mas seguindo na exploração de possíveis fontes para os conceitos expressados ali, como as obras de Fílon.
Quando a Trindade aparece representada na arte cristã, o Logos é por vezes mostrado de uma forma que lembra o homem Jesus (em representações do Jardim do Éden, demonstra uma encarnação ainda por vir). Algumas vezes se distingue o Logos pela barba, "que lhe permite parecer antigo, mesmo preexistente".
Alguns autores veem na obra "Contra Marcião" (cap. 21), de Tertuliano, uma aparição de Cristo preexistente na fornalha, como alguém que é "como o filho do homem (mas ele ainda não é realmente o filho do homem)". A identificação de aparições específicas de Cristo é cada vez mais comum na literatura evangélica de 1990 em diante. Como exemplo, em Alpha Teach Yourself the Bible in 24 Hours, W. Terry Whalin afirma que a quarta pessoa na fornalha é Cristo e que "estas aparições de Cristo no Antigo Testamento são chamadas de 'teofanias' ("aparições de Deus")". É importante ficar claro que este não é o uso mais comum da palavra teofania. O Mormonismo ensina a preexistência de Cristo como sendo a primeira e a maior entre os espíritos-filhos, o que não deixa de manter a crença na trindade, porém como seres distintos e não uniforme como a maioria da cristandade. 

## Crença não trinitária

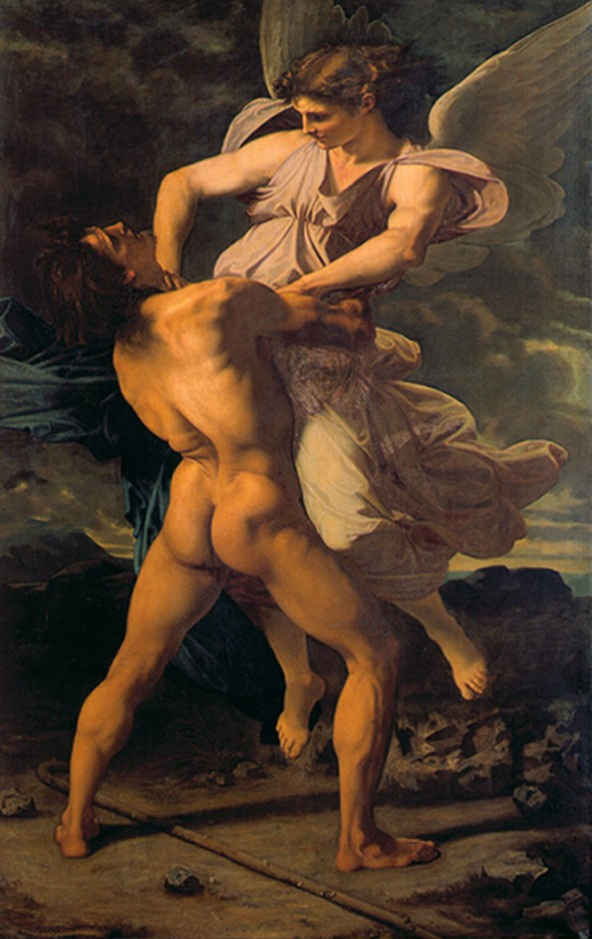
A luta de Jacó com o Anjo, de Paul Baudry (1853)

É possível aceitar a preexistência de Cristo sem aceitar a sua divindade completa no sentido trinitário. Por exemplo, é provável que Ário e a maior parte dos primeiros defensores do arianismo aceitassem a preexistência de Cristo da mesma forma, Michael Servetus, ainda que negando a doutrina da Trindade como ela é classicamente formulada, aceitou a preexistência pessoal de Cristo.
Hoje em dia, diversas denominações não trinitárias também compartilham a crença em alguma forma de preexistência de Cristo, inclusive as Testemunhas de Jeová e a Igreja Adventista do Sétimo Dia (estes são trinitários) que identificam Jesus com o Arcanjo Miguel. No caso das Testemunhas de Jeová, João 1:1–18 é interpretado trocando a forma "o Verbo era Deus" para "o Verbo era um deus" em sua tradução da Bíblia. John Locke e Isaac Newton parecem ter mantido uma crença na preexistência de Cristo apesar de rejeitarem a Trindade. Ainda outros afirmam que Isaac Newton não acreditava na preexistência. Isso é especulado.

## Pentecostais do Nome de Jesus
Pentecostais do Nome de Jesus são cristãos pentecostais não trinitários que não aceitam a preexistência de Cristo como sendo distinta da de Deus Pai, acreditando que antes da encarnação apenas "o atemporal Espírito de Deus (o Pai)" existia. Depois disso, Deus "residiu simultaneamente como um Espírito atemporal e dentro do Filho do Homem na Terra.".
Mesmo que os Pentecostais do Nome de Jesus aceitem que "Cristo é a mesma pessoa que Deus", eles também acreditam que o Filho nasceu, o que significa que ele teve um começo. Em outras palavras, "os crentes entendem que o termo [Filho] se aplica a Deus apenas após a encarnação". Eles foram, consequentemente, descritos como tendo uma doutrina unitarista distinta e de negarem a preexistência de Cristo. Porém, alguns membros do movimento negam esta interpretação de suas crenças.

## Negação da doutrina
Por toda a história existiram grupos e indivíduos que acreditavam que a existência de Jesus começou quando ele foi concebido. Os que negavam a preexistência de Cristo podem ser divididos em duas grandes correntes, de acordo com a crença no nascimento virginal de Jesus.
Os Cristadelfianos, por exemplo, negam que Jesus tenha preexistido no Céu. Eles afirmam que, segundo a Bíblia, há um entendimento equivocado a cerca da origem de Jesus. Afirmam que Jesus nunca existiu até o seu nascimento por meio de Maria. Afirmam que ele seria a personificação carnal das promessas de Deus. Após a sua morte ele ganhou a imortalidade e só então passou a viver ao lado de Deus nos céus.

### Os que de alguma forma aceitam o nascimento virginal
Entre estes estão os socinianos e os primeiros unitaristas como John Biddle e Nathaniel Lardner. Hoje em dia, este ponto de vista é majoritariamente mantido pelos cristadelfianos. Estes grupos tipicamente consideram que Cristo foi previsto (profetizado) no Antigo Testamento, mas ele não existia ainda.

### Os que negam o nascimento virginal
Entre eles estão os ebionitas e os unitaristas posteriores, como Joseph Priestley,, Thomas Jefferson,, e também os modernos universalistas unitaristas. Este ponto de vista é geralmente descrito como adocionismo e, no século XIX, foi também chamado de psilantropismo. Samuel Taylor Coleridge se descreveu como tendo sido psilantropista um dia, acreditando que Jesus era "o verdadeiro filho de José". Friedrich Schleiermacher, também chamado de "pai do cristianismo liberal era um dos muitos teólogos alemães que abandonaram a ideia da preexistência pessoal e ontológica de Cristo, ensinando que "Cristo não era Deus, mas foi criado como um homem ideal e perfeito, cuja ausência de pecado constitui a sua divindade". De forma similar, Albrecht Ritschl rejeitou a preexistência de Cristo, afirmando que Ele era o "Filho de Deus" apenas no sentido de que "Deus se revelou em Cristo" e Cristo "realizou uma obra religiosa e ética que apenas Deus poderia ter feito". Posteriormente, Rudolf Bultmann descreveu a preexistência de Cristo como "não apenas irracional, mas completamente sem sentido".